# Kabinett Nakasone III
Das dritte Kabinett Nakasone regierte Japan unter Führung von Premierminister Nakasone Yasuhiro vom 22. Juli 1986 bis zum 6. November 1987. Aus der Wahl zum Shūgiin, dem Unterhaus, am 6. Juli 1986 und der gleichzeitig stattfindenden Wahl zum Sangiin, dem Oberhaus, war Nakasones Liberaldemokratische Partei (LDP) mit einer absoluten Mehrheit der Sitze hervorgegangen, und sie war nicht länger auf die Regierungskoalition mit dem Neuen Liberalen Klub angewiesen. Am 22. Juli wurde Nakasone im Shūgiin mit 304 Stimmen als Premierminister bestätigt und stellte noch am selben Tag sein Kabinett vor.
Von den Staatsministern waren bei Amtsantritt einschließlich des Premierministers 18 Abgeordnete des Shūgiin und drei Abgeordnete des Sangiin. Ein Minister aus dem Vorgängerkabinett, Chefkabinettssekretär Gotōda, wurde übernommen. Gleichzeitig mit dem Beginn der Amtszeit der Staatsminister traten die stellvertretenden Kabinettssekretäre (Watanabe Hideo, Fujimori Shōichi) und der Leiter des Legislativbüros des Kabinetts (Mimura Osamu) ihre Ämter an.
Im September 1986 wurde Nakasones Amtszeit als Vorsitzender der LDP von den LDP-Abgeordneten beider Kammern um ein Jahr verlängert. Am 31. Oktober 1987 wurde Takeshita Noboru von Nakasone zum Nachfolger als Parteivorsitzender designiert, und das Kabinett Nakasone trat am 6. November 1987 zurück.
| Amt | Name                                                                              | Kammer  | Fraktion | Faktion         |
| --- | --------------------------------------------------------------------------------- | ------- | -------- | --------------- |
| Premierminister | Nakasone Yasuhiro                                                                 | Shūgiin | LDP      | (Nakasone)      |
| Staatsminister, Stellvertretender Premierminister zuständig für die Belebung des Privatsektors                                     | Kanemaru Shin                                                                     | Shūgiin | LDP      | Tanaka          |
| Justizminister | Endō Kaname                                                                       | Sangiin | LDP      | Tanaka          |
| Außenminister | Kuranari Tadashi                                                                  | Shūgiin | LDP      | Nakasone        |
| Finanzminister | Miyazawa Kiichi                                                                   | Shūgiin | LDP      | Suzuki          |
| Bildungsminister | Fujio Masayuki Shiokawa Masajūrō ab 9. September 1986                             | Shūgiin | LDP LDP  | Abe Abe         |
| Gesundheits- und Sozialminister zuständig für das Rentenproblem                                                                    | Saitō Jūrō                                                                        | Sangiin | LDP      | Tanaka          |
| Minister für Landwirtschaft, Forsten und Fischerei                                                                                 | Katō Mutsuki                                                                      | Shūgiin | LDP      | Abe             |
| Minister für Internationalen Handel und Industrie                                                                                  | Tamura Hajime                                                                     | Shūgiin | LDP      | Tanaka          |
| Verkehrsminister zuständig für den Neuen Internationalen Flughafen                                                                 | Hashimoto Ryūtarō                                                                 | Shūgiin | LDP      | Tanaka          |
| Postminister | Karasawa Shunjirō                                                                 | Shūgiin | LDP      | Nakasone        |
| Arbeitsminister | Hirai Takushi                                                                     | Sangiin | LDP      | Nakasone        |
| Bauminister | Amano Kōsei                                                                       | Shūgiin | LDP      | Nakasone        |
| Innenminister Vorsitzender der Nationalen Kommission für Öffentliche Sicherheit                                                    | Hanashi Nobuyuki                                                                  | Shūgiin | LDP      | Suzuki          |
| Chefkabinettssekretär | Gotōda Masaharu                                                                   | Shūgiin | LDP      | Tanaka          |
| Leiter der Behörde für Management und Koordination                                                                                 | Tamaki Kazuo † 25. Januar 1987 Gotōda Masaharu Yamashita Tokuo ab 26. Januar 1987 | Shūgiin | LDP LDP  | — Tanaka Kōmoto |
| Leiter der Behörde für die Entwicklung Okinawas Leiter der Behörde für die Entwicklung Hokkaidōs Leiter der Behörde für Staatsland | Watanuki Tamisuke                                                                 | Shūgiin | LDP      | Tanaka          |
| Leiter der Verteidigungsbehörde | Kurihara Yūkō                                                                     | Shūgiin | LDP      | Suzuki          |
| Leiter des Wirtschaftsplanungsamts                                                                                                 | Kondō Tetsuo                                                                      | Shūgiin | LDP      | Kōmoto          |
| Leiter der Behörde für Wissenschaft und Technologie                                                                                | Mitsubayashi Yatarō                                                               | Shūgiin | LDP      | Abe             |
| Leiter der Umweltbehörde | Inamura Toshiyuki                                                                 | Shūgiin | LDP      | Kōmoto          |

Anmerkung: Der Parteivorsitzende und Premierminister gehört während seiner Amtszeit offiziell keiner Faktion an.

## Rücktritt
- Bildungsminister Fujio wurde im September 1986 wegen umstrittener Äußerungen über Japans Rolle im Zweiten Weltkrieg und die Kolonialherrschaft über Korea entlassen.